# 华盛顿联邦法院
美国华盛顿联邦法院（United States Federal Courts in Washington）是指位于美国华盛顿州（Washington State）的联邦司法系统机构，主要包括美国华盛顿西区联邦地区法院（United States District Court for the Western District of Washington）、美国华盛顿东区联邦地区法院（United States District Court for the Eastern District of Washington）以及美国第九巡回上诉法院（United States Court of Appeals for the Ninth Circuit）的一部分司法活动。美国华盛顿州的联邦法院负责处理涉及联邦法律、跨州争议、宪法问题以及其他特定领域的案件，是美国联邦司法体系的重要组成部分。